# Вівсянка довгохвоста
Вівсянка довгохвоста (Donacospiza albifrons) — вид горобцеподібних птахів родини саякових (Thraupidae). Мешкає в Південній Америці. Це єдиний представник монотипового роду Довгохвоста вівсянка (Donacospiza).

## Таксономія
Довгохвоста вівсянка була науково описана у 1817 році французьким орнітологом Луї Жаном П'єром В'єйо під назвою Sylvia albifrons. В своєму описі В'єйо опирався на більш ранній опис птаха, який був складений іспанським натуралістом Феліксом де Азара у 1805 році на основі зразка, що походив з Парагваю. Фелікс де Азара називав цього птаха Cola Aguda del Vientre de Canela.
У 1851 році німецький орнітолог Жан Луї Кабаніс перевів довгохвосту вівсянку до монотипового роду Donacospiza. Довгохвосту вівсянку довгий час відносили до роди вівсянкових (Emberizidae), однак за результатами низки молекулярно-філогенетичних досліджень її, разом з низкою інших видів, було переведено до родини саякових (Thraupidae).

## Опис
Довжина птаха становить 18 см. Верхня частина тіла коричнева, над очима білі "брови", під очима білі плями у формі півмісяця. Щоки темно-сірі, спина поцяткована темними смугами, плечі сизуваті. Нижня частина тіла рівномірно охриста. Хвіст відносно довгий, тонкий. Самиці більш поцятковані смужками, ніж самці. Дзьоб чорнуватий, лапи темно-рожеві, очі темно-карі.

## Поширення і екологія
Довгохвості вівсянки мешкають на південному сході і півдні Бразилії (на південь від Еспіріту-Санту і Мінас-Жерайсу), в Парагваї, Уругваї та на сході Аргентини (на південь до Буенос-Айреса). Ізольована популяція мешкає в центральній Болівії (Бені). Довгохвості вівсянки живуть на луках, зокрема на заплавник, на пасовищах, в очеретяних і чагарникових заростях поблизу води. Зустрічаються на висоті до 1300 м над рівнем моря.

## Поведінка
Довгохвості вівсянки зустрічаються поодинці або парами. Живляться переважно насінням, а також комахами. Сезон розмноження триває з вересня по березень. Гніздо чашоподібне, розміщується поблизу землі, зроблене з сухої трави. В кладці 3 білих яйця, поцяткованих коричневими плямками. Вони мають розмір 19×14 мм. Яйця відкладаються впродовж кілької днів, інкубаційний період триває 13 днів. І самиці, і самці доглядаються за пташенятами. Вони покидають гніздо через 12 днів після вилуплення. Довгохвості вісянки іноді стають жертвами гніздового паразитизму синіх вашерів.